# طواف سان لويس 2012
سباق طواف سان لويس 2012 هو سباق دراجات هوائية أقيم بتاريخ يناير 23 – يناير 29، تكون السباق من 7 مرحلة وامتدّ لمسافة 1051 . فاز به ليفي ليفيمير وحلّ ثانيا دانيال دياز (دراج) بينما حصل على المركز الثالث ستيفان شوماخر.

## الترتيب
| م                     | الدرّاج              | البلد            |
| --------------------- | ------------------- | ---------------- |
| الفائز بالترتيب العام | ليفي ليفيمير        | الولايات المتحدة |
| الثاني                | دانيال دياز (دراج)  | الأرجنتين        |
| الثالث                | ستيفان شوماخر       | ألمانيا          |
| التسلق                | ميغيل أنخيل روبيانو | كولومبيا         |
| أفضل شاب              | غابرييل خواريز      | الأرجنتين        |